# Luise Walker
Luise Walker   (Viena, 9 de setembre de 1910 - Viena, 30 de gener de 1998) va ser una guitarrista i compositora de guitarra clàssica austríaca, una de les guitarristes femenines més destacades de la seva època.

## Biografia
Walker va néixer a Viena i va començar a estudiar guitarra als vuit anys. Inicialment estudiant de Josef Zuth, posteriorment va estudiar a la Universitat de Música i Art Dramàtic de Viena amb Jakob Ortner. També va prendre classes amb Heinrich Albert, Miguel Llobet, tots dos convidats freqüents a casa dels seus pares, també amb Andrés Segovia i Emili Pujol.
A partir de 1940, va dedicar la seva vida a la guitarra. Va donar concerts a nivell internacional, fent gires per moltes parts d'Europa, Rússia i els Estats Units. Durant molts anys va ensenyar guitarra al costat de Karl Scheit a la Universitat de Música i Arts Escèniques. També va ser una compositora respectada per a la guitarra, escrivint estudis, solos i transcripcions.